# Teinostomops
Teinostomops is een geslacht van weekdieren uit de klasse van de Gastropoda (slakken).

## Soort
- Teinostomops singularis Kano & Kase, 2008